# 阿傑梅爾邦
阿傑梅爾邦是印度在1950年至1956年設立的一個邦。1956年邦界重劃法成立之後，該邦被併入拉賈斯坦邦，而且降級為阿傑梅爾縣。